# Lydellina distincta
Lydellina distincta är en tvåvingeart som beskrevs av Louis-Paul Mesnil 1970. Lydellina distincta ingår i släktet Lydellina och familjen parasitflugor.
Artens utbredningsområde är Madagaskar. Inga underarter finns listade i Catalogue of Life.